# Androula Henriques
Androúla Christofídou-Enríke (grec moderne : Ανδρούλα Χριστοφίδου-Ενρίκε), connue sous le nom d’Androula Henriques, est une militante sociale cypriote qui agit pour les victimes de la traite des êtres humains à Chypre. Elle crée en 2007, son association Cyprus Stop Trafficking. Elle lutte également contre la traite des femmes à des fins sexuelles.

## Biographie
Androula Henriques nait vers 1937. Elle est titulaire d'une licence de psychologie et diplômée en sciences de l'éducation de l'université de Genève. Elle est également docteur en sciences politiques et sociales de l'université de Lausanne. De 1960 à 2000, elle enseigne et est chargée de recherches à l'université de Genève. Sociologue et psychothérapeute spécialiste des difficultés de l'apprentissage, elle contribue à déchiffrer le comportement de l'enfant.

## Récompenses
Elle obtient, le 23 mars 2010, de l'ambassadeur des États-Unis à Nicosie, le Prix international de la femme de courage.
En 2012 , elle est nommée commandeur dans l'Ordre National du Mérite par l'ambassadeur de France à Chypre,.